# Canberrai Nemzeti Arborétum
A Canberrai Nemzeti Arborétum (angolul: National Arboretum Canberra) egy 250 hektárnyi területen fekvő arborétum az ausztrál fővárosban, Canberrában, melyet a 2001. december 24-i, illetve a 2003. január 18-i tűzvészek után hoztak létre miután a terület leégett. A himalájai cédruserdő fáinak körülbelül egyharmada, míg a kereskedelmi céllal telepített radiatafenyő állománya teljesen megsemmisült a tűzben, ezzel teret engedve az arborétum kialakításának. 2004-ben a kormány egy országos versenyt hirdetett, melynek célja a tűzvészek által felperzselt területek helyrehozása volt. A győztes pályázat a világ minden tájáról származó 100 ritka, veszélyeztetett, vagy szimbolikus jelentőségű fafaj telepítését javasolta.
A területen 2005 óta folyik a növények telepítése, melynek keretein belül az idelátogató állam- és kormányfők, valamint nagykövetek segítségével ünnepélyes keretek között ültetnek el fákat.

## Telepítések
A területhez olyan, már meglévő himalájai cédrus (Cedrus deodara) és paratölgy (Quercus suber) erdők tartoznak, melyeket a város első tervezőinek útmutatása alapján ültettek William Burley Griffin iránymutatásával. Az arborétum általánosságban megfelel Griffin terveinek, hiszen az arborétum a korábbi erdőket jelképezi.
Egy keleti aleppófenyő (Pinus brutia) erdő állít emléket mindazon ausztrál embereknek, akik szolgálat közben, konfliktusok során vesztették életüket. Emellett aleppófenyőket (Pinus halepensis) ültettek a Dairy Farmers dombon az első világháborúban a törökországi Gallipoli-félszigeten harcoló ausztrál és új-zélandi katonák emlékére emelt Australian War Memorial (Ausztrál háborús emlékmű) emlékműnél álló „magányos fenyő” magvaiból. Ezek a fák kiegészítik a dombon már korábban itt álló öregebb fákat.
Az Ausztrál Nemzeti Bonsai és Penjing Gyűjtemény jelenleg az Államközösség parkban található, de hamarosan áthelyezik az arborétumba.

## Nevezetesebb fafajok
- Kaliforniai fan pálma (Washingtonia filifera)
- Kínai tulipánfa (Liriodendron chinense)
- Nyugati öreg fehérgumifa  (Eucalyptus argophloia)
- Yoshino cseresznye (Prunus x yedoensis)
- Sárkányfa (Dracaena draco)
- Vénuszhaj fa (Ginko biloba)
- Júdásfa (Cercis siliquastrum)
- Óriás vörösfa (Sequoiadendron giganteum)
- Camden fehérgumi (Eucalyptus benthamii)
- Kínai gumifa (Eucommia ulmoides)
- Szelídgesztenye (Aesculus hippocastanum)
- Majom puzzle fa (Araucaria araucana)
- Bunya fenyő (Aracuaria bidwilli)
- Szomorú hógumifa (Eucalyptus lacrimans)
- Wollemi fenyő (Wollemia nobilis)
- Illawarra tűzfa (Brachychiton acerifolius)

## Southern Tablelands Ecosystem Park
Az arborétum szélén, annak határain belül egy eukaliptuszerdő jelképezi a Southern Tablelands-régió megmaradt és korábbi erdeit. Itt egy hosszútávú célkitűzés alapján egy regionális botanikus kertet kívánnak létrehozni, mely egyben oktatási és fajmentő központ is lenne. Ez a botanikus kert változatos élőhelyű eukaliptuszfajokat fog tartalmazni.

## Közösségi területek
Az arborétum területe látogatható, van kávézó és egy szabadtéri színpad és amfiteátrum, valamint egy nem felekezeti kápolna is.

## Köztéri szobrok

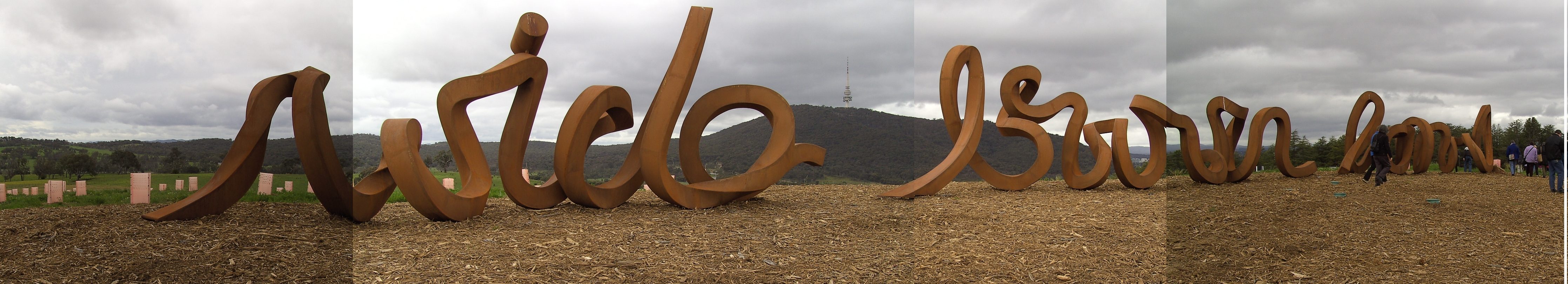
"wide brown land", Dorothea McKellar My Country című versének egy sora, McKellar kéziratának térbeli mása.

Az arborétum területén több köztéri műalkotást helyeztek el. 
Ezek egyike Dorothea McKellar ausztrál költőnő My Country (Az én Hazám) című költeményéből egy sor: "wide brown land" kéziratának háromdimenziós, felnagyított szobra, amely mintegy 35 méter hosszú és 9,5 méter magas műalkotás.

## Fordítás
Ez a szócikk részben vagy egészben  a   National Arboretum Canberra című angol Wikipédia-szócikk ezen változatának fordításán alapul.  Az eredeti cikk szerkesztőit annak laptörténete sorolja fel. Ez a jelzés csupán a megfogalmazás eredetét és a szerzői jogokat jelzi, nem szolgál a cikkben szereplő információk forrásmegjelöléseként.